# Mladen Lojkić
Mladen Lojkić (Uljanik, 24. prosinca 1953.), hrvatski je katolički publicist, književnik i nakladnik, teoretičar državništva i slobodnog zidarstva. Po struci je građevinski inženjer. Dragovoljac je Domovinskog rata od 25. kolovoza 1991. godine. Autor je deset publicističkih knjiga o doktrinama i povijesti slobodnog zidarstva. Pod pseudonimom Ernest Stadler objavio je dva romana: Tucači kamena i Jesu li se cijepili stari trabanti?. Član je Hrvatske akademije znanosti i umjetnosti u dijaspori i domovini (HAZUD/D). Glavnim je urednikom knjige Novogradnja Daruvar: 1955-1995 (Novogradnja, Daruvar, 1995.). Povremeno piše za različite hrvatske listove i portale.

## Životopis

### Opći podatci
Mladen Lojkić rođen je u Uljaniku, Grad Garešnica (bivša Općina Daruvar) 24. prosinca 1953. godine. Trenutačno živi u Siraču. Srednju građevinsku tehničku školu završio je u Zagrebu 1972. godine. Iako je bio jedan od najboljih srednjoškolaca u generaciji, zbog slabijeg imovinskog stanja nije mogao nastaviti studij te se zaposlio kao građevinski tehničar u graditeljskom poduzeću Gradnja (kasnije Novogradnja d.d.) Daruvar. Nakon nekoliko godina upisuje uz rad studij graditeljstva u Zagrebu gdje 1981. godine dobiva diplomu inženjera građevinarstva. U Novogradnji d.d., koja je zapošljavala oko 400 djelatnika, obnašao je dužnosti rukovoditelja gradilišta, rukovoditelja Radne jedinice u Čazmi, tehničkog direktora te generalnog direktora Novogradnje d.d. iz Daruvara. Od prvoga siječnja 1995. godine na vlastiti zahtjev odlazi iz uprave tvrtke te obnaša dužnost predsjednika Nadzornog odbora sve do gašenja tvrtke 2002. godine.
Kao direktor Novogradnje d.d. više godina je obnašao čelnu funkciju predsjednika strukovne udruge graditelja i proizvođača građevinskog materijala pri Gospodarskoj komori Zajednice općina Bjelovar te Bjelovarsko-bilogorske županije. Godine 1995. nominiran je od CROMA-e (Hrvatsko udruženje menadžera i poduzetnika) za prestižnu titulu menadžera godine u Republici Hrvatskoj. Bio je osnivač je i predsjednik političke stranke HDS - Ogranak Daruvar te predsjednik nekih športskih klubova u Daruvaru.

### Demokratske promjene i Domovinski rat
Početkom 1990. godine (nekoliko mjeseci prije prvih višestranačkih izbora), u još tada Socijalističkoj Republici Hrvatskoj, jedini je od direktora u Daruvaru uklonio iz svoga ureda sliku pokojnog jugoslavenskog komunističkog diktatora Josipa Broza. Za dan općine Daruvar 16. rujna 1990. na njegov su zahtjev na svim gradilištima, toranjskim dizalicama, pogonima i upravama poduzeća Novogradnja postavljeni hrvatski stjegovi s grbom koji je tada još službeno počinjao s bijelim poljem. Sve hrvatske stjegove netko je iste noći uklonio. U to je vrijeme na zgradi Općine Daruvar pored službenog stijega Republike Hrvatske vijorio još stijeg više nepostojeće Socijalističke Republike Hrvatske sa zvijezdom petokrakom kao i stijeg Socijalističke Federativne Republike Jugoslavije.
Među prvim Daruvarčanima, 25. kolovoza 1991. prijavio se kao dragovoljac u djelatne postrojbe MUP-a, tada jedine oružane postrojbe u Daruvaru. Prema nalogu tadašnjeg zapovjednika Grada, Nikole Ivkanca, ostao je raditi kao direktor Novogradnje kako bi pružao logističku potporu hrvatskim oružanim snagama. Novogradnja je, u skladu s ratnim potrebama, preustrojena u tvrtku sa zadaćama tehničke pripomoći u obrani Daruvara i okolice, kao i saniranja šteta od svakodnevnih granatiranja i razaranja. Među njezinim aktivnostima bila je izrada metalnih ježeva i drugih zapreka za neprijateljska oklopna sredstva, prokopavanje cesta i prilaza Gradu, kopanje rovova i bunkera, izrada zaštita i osiguranja javnih ustanova, saniranje oštećenih objekata itd. U radionicama poduzeća od nekoliko su se kamiona izradila prva primitivna borbena oklopna vozila, jedina koja su početkom rata hrvatske snage imale na raspolaganju. Rukovodeći ljudi drugih daruvarskih poduzeća koja su početkom rata raspolagala sličnom mehanizacijom, opremom i ljudstvom bili su uglavnom srpske nacionalnosti. Njihovim bijegom na okupirana područja, ta su poduzeća bila onemogućena u radu i trebalo im je nekoliko mjeseci da ponovo počnu djelovati.
Nakon redarstvene akcije 16. i 17. rujna 1991., kojom je zauzeta vojarna Polom kod Daruvara, cijela je Novogradnja bila angažirana u iznošenju, odvozu i uskladištenju naoružanja, streljiva, mina, granata i drugog materijala iz oslobođene vojarne. Uprava i pogoni Novogradnje postali su vojno skladište. Poslije uspješne operacije hrvatskih oružanih snaga Otkos 10, po Lojkićevoj je zapovjedi cjelokupno ljudstvo Novogradnje uključeno u zbrinjavanje materijalnih dobara, stoke i sl. s oslobođenih područja. Djelatnici iz drugih daruvarskih tvrtki priključili su se djelatnicima Novogradnje tek kada su dobili nalog za radnu obvezu. Zbog svoje uloge u obrani Grada, Novogradnja je krajem 1991. bila cilj napada neprijateljskih zrakoplova i na nju je bačena bomba, no promašila je cilj.
Nakon operacije Otkos 10, hrvatske su snage došle do tajnog popisa građana srpske nacionalnosti koji su podržavali osnivanje tzv. srpskih autonomnih oblasti i odcjepljenje od Republike Hrvatske. Tijekom rata, neki od njih su ostali na neokupiranom području općine Daruvar čekajući rasplet situacije. Zaposlenicima Novogradnje koji su se našli na tom popisu Mladen Lojkić je uručio otkaz s obrazoženjem da su time narušili međuljudske odnose u tvrtci, što je bilo točno jer ostali zaposlenici više s njima nisu željeli raditi. Slično su, nakon toga, postupili i rukovoditelji ostalih daruvarskih tvrtki. Poslije rata, otpušteni zaposlenici su tužili tvrtke zbog, navodno, nezakonitog otkaza. Samo su otpušteni zaposlenici Novogradnje taj spor izgubili, dok su ostale daruvarske tvrtke izgubile spor i morale isplatiti štetu. Prema Lojkiću, zbog političkog se pritiska druga poduzeća nisu niti trudila dobiti taj spor.

### Publicistička i književna djelatnost
Za tematiku o kojoj piše u svojim knjigama, posebno ulogu slobodnoga zidarstva u povijesti i njegov utjecaj na svjetsku politiku, Mladen Lojkić se počeo zanimati odmah nakon raspada komunističke Jugoslavije, a posebno nakon smrti prvog hrvatskog predsjednika Franje Tuđmana i početka tzv. detuđmanizacije. Krajem 2005. godine napušta tvrtku u kojoj je radio i počinje se profesionalno baviti pisanjem. Svoju prvu knjigu Vladari svijeta objavljuje 2006. Do sada je objavio deset publicističkih knjiga o povijesti, doktrinama i utjecaju tajnih drštava, prije svega masonstva. Većina ovih djela doživjela je drugo, a nekoliko i treće izdanje. Pored publicističkih djela, 2013. godine objavio je pod pseudonim Ernest Stadler i svoj prvi roman Tucači kamena, a 2023. i njegov nastavak Jesu li se cijepili stari trabanti?. Autor je brojnih članaka za hrvatske listove i portale: Nacija, www.hkv.hr, www.hrvatski-fokus.hr, www.dragovoljac.com, croative.net, hu-benedikt.hr, www.hrsvijet.net, www.dnevno.hr, glasbrotnja.net, www.međugorje-info.com, www.posavski-vremeplov.com, i mnoge druge.

## Djela

### Publicistika
- Vladari svijeta, vl. naklada, Daruvar, 2006. (2. izd. 2007., 3. izd. 2012.)
- Kletva kralja Zvonimira, vl. naklada, Zagreb, 2007. (2. izd. 2008., 3. izd. 2016.)
- U klopci demona, vl. naklada, Zagreb, 2009. (2. izd. 2009.)
- Masoni protiv Hrvatske. Hrvatski herostrati u službi masonstva, vl. naklada, Zagreb, 2010. (2. izd. 2010., 3. izd. 2017.)
- Masoni i okultisti. Graditelji kulture smrti, vl. naklada, Zagreb, 2011. (2. izd. 2011.)
- Tko želi razoriti Crkvu, vl. naklada, Zagreb, 2011. (2. izd. 2013.)
- Ciklus: Zombiji Novog svjetskog poretka, vl. naklada, Zagreb.

- Knjiga prva: Magija umjetnosti, 2013.
- Knjiga druga: Kontrola uma, 2013.
- Knjiga treća: Eugenika i ljudski korov, 2013.

- Doktrina i moć masonerije, vl. naklada, Zagreb, 2015.

#### Vladari svijeta
Na stranicama izdavačke kuće Verbum nalazi se sljedeći opis sadržaja knjige: "Vladari svijeta zanimljiva su proza napisana jednostavnim, čitljivim i nepretencioznim stilom koja osvjetljava svojevrsni alternativni pogled na društvene pojave koje su se događale od biblijskih vremena pa do danas, s posebnim osvrtom na utjecaje koje su osjetili Hrvati. Iznimna je kvaliteta ovoga djela što je temeljena na osobnim iskustvima autora, ali su njegove opservacije i dokazane u široko navedenoj bibliografiji koja se ne sastoji samo od tiskanih publikacija, nego i od elektronskih.
Bez obzira, ipak, na publicistički žanr kojim je pisan, iz teksta možemo iščitati autorove doživljaje i emocije - od ljubavi prema vlastitom narodu i domovini do bijesa radi moguće opasnosti koja im prijeti."
Akademik Mirko Vidović napisao je u predgovoru drugom izdanju knjige: "Da bismo shvatili brojne članke sistematizirane u 23 poglavlja, trebamo obratiti pozornost na bibliografiju nakon tekstova i Lojkićevu silnu privrženost Katoličkoj crkvi, Hrvatskoj, a u neku ruku i osobi Franje Tuđmana. Sve što ne ide u tom redu i slijedu pročešljao je 'željeznim češljom' svojski i bez okolišanja. [...] Razumije se, Hrvatska je u pitanju, i gospodin Lojkić je brani i rukama, i nogama i riječima: od duha versailleskog sustava, od posljedica Jalte i od svekolike zavjere u kojoj se poput virtualne sjene 'sivih eminencija' koji se nigdje ne pokazuju javno - očituju framassoni."
U svom predgovoru trećem izdanju knjige, Antun Abramović, povjesničar, umirovljeni pukovnik Hrvatske vojske i zastupnik u prvom sazivu Hrvatskog sabora, piše: "Nevjerojatna je i zapanjujuća lakoća s kojom autor prodire u najdublje vjerske i povijesne istine ove netom opisane drame između čovjeka i Boga. Ne, to se ne može naučiti to se mora doživjeti i preživjeti. Smjelost i hrabrost s kojom autor otkriva istine koje se danas i 'u ovom strašnom času' ne smiju nigdje i nikada izricati, a kamoli svjedočiti u javnosti putem medija ne dolazi od autora nego od Duha Svetoga koji ga nadahnjuje."

#### Kletva kralja Zvonimira
"Ovo je druga knjiga povijesne trilogije Mladena Lojkića. U drugom dijelu trilogije Lojkić svu svoju pozornost usmjerava na ljudsko društvo, državu i ulogu pojedinca u teškoj borbi za sveopće dobro, a protiv zla kao kozmičkog destruktora, čije je oličenje Sotona koji čovjeka želi obesmisliti i Boga detronizirati, a svijet svesti na bigbrotherovsku raskalašenost koja danas već ukazuje svakom čovjeku na patologiju zla: poništenje vjere, razbijanje obitelji, prostitucija, pederastija, alkoholizam, narkomanija, nepodnošljive svađe do ubojstva... Lojkićeva trilogija trebala bi ući u škole i sve hrvatske domove jer otkrivajući istinu tko smo, što smo i što nam je raditi, Lojkić razvija energetske misaone potencijale u Hrvata i tako nam ovim 'oistinjenjem' hrvatske povijesti pomaže da s većim pouzdanjem uđemo u teški treći milenij i održimo se kao radin i discipliniran narod koji nikad neće postati tuđi rob."
U svom osvrtu na knjigu, politički analitičar i publicist Damir Borovčak piše: "Rijetko u kojoj knjizi će se naći ovakav sveobuhvatni povijesni pregled o hrvatskom narodu, od pravremena do Krista i od Krista do današnjih dana, poput ovog sažetog u Kletvi kralja Zvonimira. Lojkić ukazuje na dokazano prapodrijetlo hrvatskog naroda, duboke povijesne veze između Vatikana i Hrvatske, po čemu su Hrvati posebni i različiti od ostalih europskih naroda."
Prof. dr. Nedjeljko Kujundžić o knjizi je napisao: "Lojkić u ovoj knjizi analizira glavne etape hrvatske povijesti. Važno je napomenuti da Lojkić u hrvatskoj historiografiji ispravlja brojna iskrivljavanja i podmetanja Hrvatima. Zahvaljujući tom oistinjenju cjelokupne hrvatske povijesti hrvatski će čitatelji doprijeti do istinitosti te se osloboditi od vlastitih predrasuda kao i od lažnih interpretacija stranih postliberalističkih tumačenja povijesti uopće, a napose hrvatske povijesti. [...] U pedagoškom pogledu ova će knjiga postati dobar priručnik nastavnicima, učenicima i studentima da uče istinsku hrvatsku povijest koja će im pokazati kako se voli Hrvatsku i kako se za nju treba cijeloga života boriti."

#### U klopci demona
"U knjizi U klopci demona Lojkić proučava globalnu problematiku utjecaja Zloga i razmjere njegovog ovosvjetovnog haranja. Najveće zlo vezano je uz politička djelovanja koja potiču razne vrste intelektualnog i društvenog porobljavanja, osvajanja tuđih životnih prostora i dobara, medijsko manipuliranje istinom, do krajnjeg cilja - rušenja katoličkih vrijednosti, sve s nakanom uspostave 'novih vrijednosti' Novog svjetskog poretka i uspostave nove sinergijske religije u zamjenu za kršćanstvo. Kršćani koji iskreno vjeruju u Boga trebali bi vjerovati u postojanje Zloga i njegovo djelo, jer se opstrukcija Božje Istine i Dobra događa u svijetu sustavno i kroz vijekove. No, nikada kao do sada, u tako snažnoj turbolenciji kao u naše vrijeme zlo kulminira kroz prividno visoka civilizacijska i humana dostignuća suvremenog svijeta.
Autor je katolički laik koji vrlo dobro poznaje Bibliju te i uz pomoć Riječi Božje ukazuje na 'ono što nas treba najviše zabrinjavati, lakovjernost i neznanje hrvatskog katoličkog puka' (str. 34). On se svojom trećom knjigom, snažnog sadržaja, u vrlo kratkom vremenskom razmaku, odredio kao vrstan prepoznavatelj uzroka i posljedica svjetskog i hrvatskog društveno-političkog stanja."
"Knjiga Mladena Lojkića U klopci demona, želi raskrinkati začetnika zla, najvećeg neprijatelja čovjeka i Boga. Lojkić ukazuje na mnogostruko djelovanje Sotone u politici, medijima, religiji, kulturi… Lojkić donosi genezu zla i demonskog djelovanja počevši od hereza odnosno krivovjerja ranog kršćanstva, preko otpada jednog dijela vjernika u protestantizam do pokreta New agea koji svojim sinkretizmom želi razvodniti katoličku vjeru."

#### Masoni protiv Hrvatske
"Knjiga Masoni protiv Hrvatske čitatelju pruža odgovore na cijeli niz problema i pitanja te je odlično štivo kako za one koji se prvi put susreću s tematikom masonerije, tako i za one koji su jako dobro upućeni u cijelu stvar jer u knjizi mogu pronaći izuzetno vrijedne informacije tematski i sistematski složene, kao i autentične autorove opservacije na cijelu tematiku. Time ova knjiga postaje neizostavnim dijelom svake ozbiljne biblioteke, bilo kućne, bilo javne, te se svojom vrijednošću nameće kao bitan kamenčić u mozaiku mukotrpnog hrvatskog pregalaštva za istinu i slobodu nasuprot Golijata laži i porobljavanja."
Hrvatski politički aktivist i publicist Marko Francišković napisao je u predgovoru knjige: "Knjiga Mladena Lojkića 'Masoni protiv Hrvatske' nastavak je jednog nadahnutog i izuzetno vrijednog rada na otkrivanju povijesne istine, kao i istine u povijesti, a koji je hrvatskome narodu prijeko potreban da bi se mogao snaći u prisutnoj kakofoniji laži u koju je stavljen. Za jedan narod je od presudnog značenja da otkrije svoj smisao postojanja, da uvidi koje poslanje u povijesti ima, jer narod otuđen od svoje povijesti nema mogućnosti uvida u vlastiti bitak te takav postaje nedefinirana masa koju se lako može modelirati po određenom kalupu."

#### Masoni i okultisti
"Knjiga Mladena Lojkića Masoni i okultisti daje odličan pregled nekih od najistaknutijih masona i okultista kao i onih koji su po plodovima koje su dali nedvojbeno bili uronjeni u zloduh prisutan u masonskim ložama ili ostalim organizacijsko-magijskim formama u kojima se manifestira Lucifer sa svim svojim palim anđelima.
Masonstvo nije samo skupina pohlepnih starih ljudi koji žele posjedovati planet, nego je prava slika puno šira i primarno se tu radi o lovu na ljudske duše, ali na način da se ljudi dobrovoljno, svojom slobodnom voljom, priklone svijetu izgrađenom po arhitekturi masonerije. Da bi se to postiglo mora se ta podla namjera sakriti i to je logika iza svega okultnog jer okultno doslovce znači sakriveno. Naravno, sakriveno je zato što se radi o prevari, i to izvornoj, edenskoj, pa kako je onda zmija prevarila naše praroditelje, tako sad masonstvo sa svojim okultizmom vara čovječanstvo. Naravno, ovo znaju i u sve su upućeni te svojim magijskim ritualima provode samo najviši stupnjevi i inicijanti u ekskluzivne okultne misterije, dok je ostatak masonske 'braće' neupućena svjetina skoro kao i profani svijet, kako se naziva one koji nisu članovi masonskog bratstva."
Antun Abramović je knjigu opisao kao ratnički priručnik: "Bojite se? Strah pred tako moćnim neprijateljem prirodno je stanje stvari. To zna svaki branitelj iz 1991. K tomu to i nije tek samo tvarni neprijatelj, on ima moćnog Zloduha kao vođu kojemu čovjek nije dorastao. Stoga, treba se pripravljati za velike stvari i velika iskušenja. Sam je Gospodin rekao kako će trube Njegove vojske pozvati na otpor iznenadno i munjevito. Ne da nas iznenade, nego Neprijatelja. Kao i svi mi Mladen Lokjić i njegove toliko istinite riječi trebaju nam biti priručnik u duhovnoj borbi protiv Zla. Stoga ih čitajte, komentirajte i širite. Govorite o njima samo onim Hrvatima koji još nisu izgubili pouzdanje u Boga. Za one druge nema više vremena. No, mi trebamo i 'ratničke' priručnike o našim saveznicima i vođama. Primjerice o velikom generalu Svetom Mihaelu. Koji na hrvatskom može napisati samo gospodin Mladen Lojkić."

#### Tko želi razoriti Crkvu
"Prava protagonistica ove knjige je uistinu Katolička Crkva kao vrhunac spiritualne uzvišenosti u ovom palom svijetu, ona koja posjeduje kontinuitet Mističnog Tijela i Trajne Nazočnosti i time ostaje jedina nada u život vječni. Autor nam pokazuje, tvrdim do danas rijetko otvorenom jasnoćom, svu uzvišenost Crkve kroz njene svece i mučenike, ali i svu njenu palost kroz njezine hijerarhe koji se često pretvaraju u njezine herezijarhe. Autor nam polako i sustavno otkriva sve razmjere najstrašnije urote protiv Crkve, a time i protiv Boga i čovjeka u povijesti. U vremenu se ona zbiva u posljednjih dva stoljeća i to od trenutka kada se Francuskom Revolucijom otvorio apokaliptički bezdan koji se od onda djelovanjem masonskih loža ubrzano otvara i kroz koji čujemo demonske pobjedničke krikove. Čitajući Lojkića postaje jasno da sjedimo na vulkanu koji samo što nije eksplodirao. Na vulkanu zatiranja svega božanskog i ljudskog u čovjeku. Tek je nešto više od stotinu godina kako je Nietszche trijumfalno, ali i očajnički urlao 'Bog je mrtav!' a Sljedbenici Puta uskoro će biti obilježeni kao protivnici novog Moloha koji se zove Sretno Čovječanstvo i masovno istrijebljeni. Auscwitz, Gulag i Bleiburg tek su bile prigodne vježbe... Tada će Čovječanstvo biti sretno – jer se riješilo grijeha, kazne za grijeh, pokore, poniznosti pred Bogom, ne shvaćajući da je sve to potrebno da bi se postigla istinska radost sjedinjenja stvorenja sa Stvoriteljem..."
Fra Miljenko Stojić, hrvatski pjesnik, novinar i teolog, u svom je osvrtu napisao: "Sržne misli iz prethodnih Lojkićevih knjiga mogu se naći i u ovoj. Tako tko pročita jednu ušao je u bit njegova naučavanja. Sve druge samo su različiti izrazi te sržne misli u različitim prilikama i vremenima. Postao je ne samo čitan, nego vrhunski suvremeni hrvatski publicist unatoč tomu što mu o knjigama šute u razvikanim medijima stvorenima novcem zarađenim kojekako."
Pater Vatroslav Halambek, SJ, u predgovoru knjizi piše:"Naslov s pitanjem o razaranju Crkve doista pobuđuje znatiželju. Prihvatit ćemo se knjige Mladena Lojkića i pokušati potražiti odgovor. A odgovor je višeslojan, kao što je sva stvarnost višeslojna, a jednako tako i stvarnost Crkve. Ustanova je to koju je Krist sazdao na apostolima i dao joj sigurnost i protiv samoga pakla: 'Vrata paklena ne će je nadvladati.' Kako je to lijepo slikovito rečeno, da je zapravo jedini protivnik Crkve đavao ili sotona. Ali istodobno taj Kristov izričaj sadrži i stvarnost borbe, jer kaže se 'ne će je nadvladati'. Zašto je paklu toliko stalo do toga da uništi Crkvu? Jednostavno zato što je Božje djelo spasenja za čovječanstvo, za sav ljudski rod. Lijepo i lapidarno autor veli već na prvoj stranici da sotona ne može podnijeti ništa Božje. Čovjek je Božja slika. Nakon što se ta slika iznakazila podliježući sotonskoj napasti, Bog se opet zauzima za svoje djelo."

#### Zombiji Novog svjetskog poretka
Ciklus Zombiji Novog svjetskog poretka trilogija je koju tvore knjige Magija umjetnosti, Kontrola uma i Eugenika i ljudski korov. Pjesnik Fabijan Lovrić o trilogiji je napisao: "Začudnost kojom opservira Mladen Lojkić, u prošlim knjigama, kao i u ovoj trilogiji na oko 650 stranica, formata 170 mm x 240 mm, jeste bogatstvo podataka i znalačka interpretacija analitičkoga pristupa. U ove tri knjige progovara o fenomenima: Magija umjetnosti, Kontrola uma, Eugenika i ljudski korov. Teme, same po sebi, aktualne, intrigantne, vječno prisutne kako u običnom životu tako i u krugovima intelektualaca. Opomena i strah od nepoznatoga. Upozorenje na spremnost od onoga što je već došlo i onoga što već dolazi ili će doći. Filozofska misao o pitanjima koja razaraju um i čine ga aktivnim kako bi se fokusirao na bitno. Otkrivanje i nagovještaj zakulisnih radnji. Borba dobra i zla."

#### Magija umjetnosti
"U svojoj knjizi 'Magija umjetnosti' Mladen Lojkić dao je kratak povijesni pregled odnosa umjetnosti s demonskim i Božanskim i prema kraju knjige sve je snažnije naglašavao prodiranje demonskog u kršćanskoj civilizaciji upravo kroz glazbu i medije, jer je ljudska duševnost u prodiranju zle ili dobre duhovnosti najosjetljivija upravo u dimenzijama glazbe i slike. Zašto? Na to pitanje odgovor daje teologija i filozofija kršćanske umjetnosti! Glazba i slika vezani su uz emocije i podsvjesne reakcije, uz nakupine emocionalnih iskustava nataložene u podsvijesti, jer čovjek je u svojoj biti duhovnost vezana uz Božji Duh: 'u Njemu se mičemo i jesmo', kaže Novi zavjet, a to znači da nas i našu podsvijest pokreće nevidljiva Božja energija."
U svom predogovoru Lojkićevoj knjizi, povjesničar Antun Abramović o knjizi i autoru piše: "Čitajući rukopis njegove nove knjige 'Magija umjetnosti' koja je prvi dio velikog opusa koji će obuhvatiti tri knjige, gotovo mi se učinilo razumnim kako bi tekst trebao započeti onim znamenitim riječima iz Otkrivenja Sv.Ivana 'Ustani i piši...' i 'Poslušaj što Duh govori Crkvama...' Presmjelo i preuzetno? Možda, no svakako istinito! Jer je Mladen Lojkić osoba koja ne poznaje kompromis ili konsenzus kada je u pitanju Istina koja je Bog sam. Nije to pitanje hrabrosti, to je pitanje svjedočenja."

#### Kontrola uma
"Mladen Lojkić u drugoj knjizi nastavlja fascinirati čitatelja iznošenjem mnogobrojnih dokaza iz pomno praćenih društvenih zbivanja. Svoja tumačenja strategije ovladavanja ljudima i njihovim dušama Lojkić temelji iznošenjem podataka iz Protokola sionskih mudraca na samom početku knjige. U poglavlju Kontrola uma izvrsno zaključuje kako nije važno jesu li Protokoli autentični cionistički program, već je bitno da niti jedan segment društva, bio on politički, društveni znastveni, bankarski gospodarstveni ili trgovinski, nije otišao u drugom pravcu od onoga što je predviđeno u Protokolima. Iako su Protokoli objavljeni prije više od sto godina, Lojkić opravdano zaključuje da iza tih naputaka ne stoji pojedinac, već moćna sila koja povijest i budućnost svijeta usmjerava prema tim poučcima. Slijedi cijeli niz podataka kojima autor knjige potkrjepljuje svoje teze o podmetanju problematike, primjerice oko neravnopravnosti homoseksualaca, lezbijki, transseksualaca, ili ukazuje na bujanje i nametanje raznih svjetskih religija u obmani katoličkih vjernika, do konačnog utjecaja raznoraznih svjetskih sekti s ciljem totalnog zombiziranja čovječanstva. U tom raščlanjivanju Lojkić nudi neiscrpan izvor podataka i primjera, pravi je otkrivač onoga što je prosječnom katoličkom vjerniku većim dijelom posve nepoznato ili nedostupno, pod utjecajem sustavnog medijskog zatupljivanja."
Emil Čić, hrvatski esejist i nakladnik, u svojoj recenziji ovako opisuje Lojkićevu knjigu: "Britanska masonerija ima za cilj uspostaviti ne samo diktaturu manjine nad svim razorenim i pokorenim narodima, već i stvaranje nove religije kojoj je na čelu novi mesija, u kršćanstvu najavljen kao - antikrist. Da bi se stvorila nova vlast i nova religija treba izbrisati i osporiti sve sadržaje tradicionalnog uma i napuniti ga novim vjerovanjima, a ta nova uvjerenja plasiraju se medijskim promicanjem droge, homoseksualizma i napuštanjem svakog religijskog reda kakav je do jučer poznavala kršćanska Europa. Zbog toga je promidžba svih bezvrijednih sadržaja izuzetno agresivna, a na državnoj razini postaje i policijski nasilna: država štiti perverzne manjine, do jučer smatrane bolesnicima ili političkim ubojicama i okupatorima. Kontrola uma agresijom nastoji razoriti um i dušu, oteti ju Bogu i predati ju sotoninim slugama, da do kraja unište sav život. Kako izgledaju ti procesi razaranja – upoznat će te u ovoj izvrsnoj knjizi."

#### Eugenika i ljudski korov
"Eugenika i ljudski korov je zadnji dio ciklusa: Zombiji Novog svjetskog poretka koji obuhvaća tri knjige.
U prikazu tragedije čovječanstva i antikristova vremena koje nas pogađa Mladen Lojkić knjigu je podijelio na sljedeće naslove: Žudnja za obogotvorenjem; Postbiološko čovječanstvo; Droga i 'crni vračevi'; Hrana kao oružje; Genetska revolucija; Farmacija: industrija bolesti; Sumrak bioetike i tehnoetike.
Svako od ovih poglavlja čitatelja postupno i nemilosrdno uvodi u autentičnost suvremenih zbivanja. Svrha ovih knjiga nalazi se u osvještenju čovjeka, u osvještenju Hrvata kao najpobožnijeg katoličkog naroda u Europi (ovdje ne govorim o nevjernicima u narodu), da bi narod zauzeo ispravan stav i događaje dočekao s upaljenim svijećama Novozavjetnih sedam djevica.
Jednom riječju, knjiga Mladena Lojkića čitatelju daje poučne uvide u razvoj zloupotrebe znanosti i promidžbe u vremenu u kojem živimo, u - Apokalipsi danas."
Novinar i publicist Nenad Piskač u svom je osvrtu na knjigu napisao: "Polazište autora počiva na moralnim i antropološkim kršćanskim vrjednotama. Zbog kršćanskoga polazišta i raskrinkavanja metoda kojima se služi 'knez ovoga svijeta', Lojkić je prešućen. Prešućen je i zato što je u središtu njegove pozornosti, u središtu njegove ljubavi – čovjek, ne onaj programirani zombi, već onaj stvoren na sliku i priliku Božju sa svojim neotuđivim dostojanstvom. (...) Autorov tekst neizravno poziva na akciju odgovorne slobode ovdje i sada. Kraljevstvo Božje gradi se već ovdje na zemlji. To je naš križ, bez kojega nema radosne vijesti uskrsa."
U predgovoru knjizi, novinar i publicist Josip Jović piše: "Ključni je pojam, kojega često upotrebljava autor knjige, jest inverzija. Sve ono što je čovjek od svog postojanja kroz cijelu povijest smatrao vrijednim nastoji se izokrenuti. Neprirodno je prirodno, ludo je razumno, ružno je lijepo, ropstvo je sloboda, zlo je dobro, mana je vrlina, manipulacija je demokracija, laž je istina, Sotona je Bog. U interesu političke, duhovne i gospodarske dominacije nad svijetom vodi se 'rat protiv čovječnosti i ljudskosti'. Čovjeka prema potrebama tih interesa valja eugenizirati, popraviti, preodgojiti, promijeniti njegove kulturne, vjerske i nacionalne osjećaje i standarde, klevećući ih kao zaostale i nazadne, on ne smije biti misleće biće već zombi koji lako prihvaća i slijedi ono što se od njega očekuje."
Knjiga je 2015. uvrštena u obveznu literaturu kolegija Eugenika i kriptoeugenika na Katoličkom bogoslovnom fakultetu Sveučilišta u Splitu.

#### Doktrina i moć masonerije
"Doktrina i moć masonerije je u neku ruku sinteza cjelokupne problematike kojom se gosp. Lojkić bavio u svojim prošlim knjigama. On u ovoj izvrsnoj knjizi upoznaje čitatelja sa svim mogućim metodama pomoću kojih svjetski moćnici manipuliraju čovjekom kao pojedincem, a tako i cijelim narodima.  Nedvosmisleno ukazuje da ako čovjek ne doživljava Trojedinog Boga kao sebi bliskoga i svoga, teško će se suprotstaviti onim zemaljskim vladarima koji siju kulturu smrti. No, Lojkić tu dodaje kako se bez Isusa Krista teško može shvatiti i vlastiti narod. Bogočovjek Isus Krist ušao je u povijest svakog kršćanskog naroda, postao je njihov, a narod njegov. Kao što su svi krštenici po njemu u najplemenitijem smislu postali Novi Izrael, baštinici vjere Abrahamove, tako i On po svakom narodu postaje jedan od njih."
Pater Svetislav Krnjak u svojoj je recenziji knjige napisao: "Lojkić piše kritički o nekom problemu ili nekoj osobi, tako i u ovoj knjizi Doktrina i moć masonerije, da čitatelja navede na što dublje razmišljanje o postavljenom pitanju, a sve je zato kako bi se došlo što prije do istine. Tako čitatelj u ovom izvanrednoj knjizi otkriva istinu da je Sotona jak i da putem svojih slugu želi zagospodariti tijelom, umom i duhom svakog čovjeka i svakog naroda, ali da je Bog onaj koji uvijek pobjeđuje."

### Književnost
- Tucači kamena, Škorpion, Zagreb, 2013.
- Jesu li se cijepili stari trabanti?, vlastita naklada, Zagreb, 2023.

#### Tucači kamena
Roman Tucači kamena prvi je Lojkićev humoristični roman, napisan pod pseudonimom Ernest Stadler. "Tucači kamena nisu eksplicitno politički roman niti se autor posebno zadržava na nekakvim analizama političkih odnosa. Njegovi likovi, kao i svi mladi ljudi, željni su zabave i ljubavi i malo ih zanima politika. Razlika između onih koji slušaju Beatlese i onih koji slušaju Rolling Stonese važnija je tu od nacionalnih ili vjerskih razlika. Pa ipak, iza fasade priče o sazrijevanju i prijateljstvu, autor nenametljivo lucidno opisuje duboko podijeljeno društvo. Sukob ruralne slavonske kulture i socijalističke industrijalizacije, domorodačkog stanovništva i doseljenika iz činovničke komunističke kaste i potisnute etničke napetosti oblikuju društvenu pozornicu na kojoj se odvija radnja romana. Ispod površine prividne međunacionalne harmonije besklasnog društva još ključaju nerazriješeni konflikti, stare nepravde i različita iskustva prošloga rata."

#### Jesu li se cijepili stari trabanti?
Jesu li se cijepili stari trabanti? drugi je Lojkićev roman, također napisan pod književnim pseudonimom Ernest Stadler. "Jesu li se cijepili stari trabanti? istovremeno je humorističan roman i meditacija o svrsi života, kolekcija masnih viceva i kompendij 'teorija urota', društvena kritika i poučan renesansni dijalog; roman o teologiji i janjetini, o sakralnoj umjetnosti i čobancu, o vladarima svijeta i šaranima na rašljama; kronika jednog mračnog vremena i književni spomenik jednoj vedroj generaciji; osobna ispovijest i prijateljski dar, šaljiv bez izrugljivosti i tužan bez ogorčenosti; poduka, oproštaj i ostavština jednog 'teoretičara urota'. No prije svega, na svojoj najdubljoj razini, Trabanti su priča o prihvaćanju vlastite konačnosti i nemoći, o pomirenju sa smrtnošću i pouzdanju u Providnost."

## Vanjske poveznice
- Intervju s Mladenom Lojkićem, hrsvijet.net, 23. ožujka 2011.
- Mladen Lojkić, Kamo ide hrvatski jezik?  Arhivirana inačica izvorne stranice od 5. ožujka 2016. (Wayback Machine), Hrvatski fokus, www.hrvatski-fokus.hr, 24. siječnja 2014.
- Mladen Lojkić, Hrvati - osobiti sinovi svete rimske Crkve, hu-benedikt.hr, 12. ožujka 2014.
- Mladen Lojkić, 'Presvijetla Republika' Venecija  Arhivirana inačica izvorne stranice od 18. kolovoza 2017. (Wayback Machine), croative.net, 2. travnja 2014.
- Mladen Lojkić, Tito: simbioza metafizike masonstva i komunizma, www.hrsvijet.net, 29. svibnja 2014.
- Mladen Lojkić, Zašto je ubijen nadvojvoda Franjo Ferdinand?, www.hkv.hr, 5. lipnja 2014.
- Mladen Lojkić, Zašto glorificiramo Ljudevita Gaja?[neaktivna poveznica], croative.net, 6. srpnja 2014.
- Mladen Lojkić, Geneza današnjeg političkog jugoslavenstva (I. dio), hrsvijet.net, 26. srpnja 2014.
- Mladen Lojkić, Geneza današnjeg političkog jugoslavenstva (II. dio), hrsvijet.net, 28. srpnja 2014.
- Mladen Lojkić, Što je uistinu elitni Rotary Club?  Arhivirana inačica izvorne stranice od 30. prosinca 2017. (Wayback Machine), glasbrotnja.net, nacija.hr, 6. srpnja 2015.